# Lucy Leuchars
Lucy Leuchars, död 1847, var en brittisk möbelföretagare. 
Hon var gift med James Leuchars, som 1794 grundade ett framgångsrikt möbelföretag på 38 Piccadilly i London. Vid makens död 1822 tog hon över företaget under namnet L. Leuchars. Företaget tillverkade främst så kallade dressing cases, det vill säga dåtida "necessärer" som smink- och toalettlådor. Under hennes tid utvidgade företaget. Hennes son William Leuchars blev kompanjon 1841 och firman fick då namnet Lucy Leuchars & Son. 
Det var ett exklusivt företag som 1837 fick Royal Warrant, blev hovleverantör, till drottning Viktoria, med titeln drottningens "Case Manufacturer".